# Соукупова, Гана
Гана Соукупова (чеш. Hana Soukupová; род. 12 декабря 1985 года, Карловы Вары, Чехословакия) — чешская топ-модель.

## Биография
Родилась 12 декабря 1985 года в Карловых Варах, в возрасте 5 лет на фоне сверстниц выделялась высоким ростом и была отдана родителями в секцию баскетбола. Начала работать моделью в Праге в 1998 году в возрасте четырнадцати лет. В пятнадцать лет подписала первый крупный контракт с Carolina Herrera. В 2001 году стала победительницей самого престижного чешского конкурса моделей Topmodel of New Milenium.
Модель очень много работала на подиуме, особенно активно с 2004 по 2006 годы. В различное время принимала участие в показах: Alexander McQueen, Anna Sui, Badgley Mischka, Balenciaga, Belstaff, Bill Blass, Bottega Veneta, Burberry, Calvin Klein, Carolina Herrera, Celine, Chado Ralph Rucci, Chanel, Christian Dior, Christian Lacroix, Custo Barcelona, Dolce & Gabbana, Donna Karan, Douglas Hannant, Fendi, Gianfranco Ferre, Giles Deacon, Givenchy, Gucci, Hermès, Jean Paul Gaultier, Kenneth Cole, Lagerfeld, Lanvin, Louis Vuitton, Marc Jacobs, Max Mara, Michael Kors, Narciso Rodriguez, Oscar de la Renta, Paco Rabanne, Ralph Lauren, Roberto Cavalli, Rocco Barocco, Strenesse, Valentino, Versace, Yves Saint Laurent, Rive Gauche и другие
С 2006 и 2007 годах приглашалась для участия в итоговых показах Victoria’s Secret Fashion Show.
Начиная с 2003 по 2017 год стабильно появлялась на обложках ведущих мировых модных журналов, в общей сложности появлялась на обложках более 100 журналов, среди журналов на которых ее фото появлялось можно отметить:Vogue (Россия, США, Мексика, Япония, Италия, Греция, Германия, Чехия), Elle (Испания, Польша, Франция, Аргентина, Чехия), Marie Claire (Испания), Harper's Bazaar (Испания) и другие.
Тесно сотрудничал с известными фотографами: Стивеном Майзелем, Ником Найтом, Марио Сорренти, Стивеном Кляйном, Марио Тестино и Патриком Демаршелье.
В 2017 году после паузы в карьере вновь вернулась на подиум высокой моды, отработав для Versace на неделе высокой моды в Милане.
С 2006 года замужем за американским промышленником и инвестором Дрю Аароном, родила двух детей в 2013 и 2016 годах. Активно занимается благотворительностью и поддержкой различных социально значимых проектов и акций.
Специалистами в мире моды рассматривается как одна из немногих моделей чешек достигших уровня супер-модели.